# Lone Wolf McQuade
Lobo Solitario McQuade, es una película de acción estadounidense de 1983, dirigida por Steve Carver y protagonizada por Chuck Norris y David Carradine.

## Argumento
Un Rangers de Texas, J.J. McQuade (Chuck Norris) está lidiando con el despiadado gánster Rawley Wilkes (David Carradine), que secuestra a su hija y mata a su amigo.
McQuade, ayudado por un agente de la DPS y un agente perteneciente a 'FBI da la persecución en Wilkes hasta derrotarlo en una batalla larga de Artes Marciales.

## Reparto
- Chuck Norris es J.J. McQuade
- David Carradine es Rawley Wilkes.
- Barbara Carrera es Lola Richardson.
- Leon Isaac Kennedy es Jackson.
- Robert Beltran es Kayo.
- L. Q. Jones es Dakota.
- Dana Kimmell es Sally McQuade.
- R. G. Armstrong es T. Tyler
- Jorge Cervera Jr. es Jefe
- Sharon Farrell es Molly.
- Daniel Frishman es Falcon.
- William Sanderson es Snow.

### Doblaje (Latinoamérica)
| Personaje       | Actor original     | Actor de doblaje - México |
| --------------- | ------------------ | ------------------------- |
| J.J. McQuade    | Chuck Norris       | Eduardo Liñan             |
| Rawley Wilkes   | David Carradine    | Sergio Barrios            |
| Lola Richardson | Barbara Carrera    | Yolanda Vidal             |
| Jackson         | Leon Isaac Kennedy | Luis Alfonso Mendoza      |
| Kayo            | L.Q. Jones         | Gonzalo Curiel            |
| Sally McQuade   | Dana Kimmell       | Gaby Willert              |
| T. Tyler        | R.G. Armstrong     | Carlos Becerril           |
| Falcon          | Daniel Frishman    | Eduardo Borja             |

## Curiosidades
El Personaje de McQuade tiene muchas semejanzas a Cordell Walker, que también fue protagonizado por Chuck Norris en la década de los 90, en la serie Walker Texas Ranger (1993-2001).
Unos años más tarde, en 2012, Norris participaría en la película The Expendables 2 de Sylvester Stallone, en la cual interpretaría a Booker, un mercenario aliado al equipo de Stallone y cuyo seudónimo con el que es conocido curiosamente es "Lone Wolf", término utilizado para nombrar a esta película, donde Norris interpreta a McQuade.